# فكتور ليبيديف
فكتور ليبيديف (بالروسية: Лебедев, Виктор Николаевич)‏ هو مصارع هاوي روسي، ولد في 15 مارس 1988 في Topolinoye ‏ في روسيا.

## وصلات خارجية
- فكتور ليبيديف على موقع قاعدة بيانات المصارعة الدولية (الإنجليزية)
- فكتور ليبيديف على موقع أوليمبيديا (الإنجليزية)